# Thai Entertainment Content Trade Association
Thai Entertainment Content Trade Association (TECA: auch Phonorights) ist ein Ableger der International Federation of the Phonographic Industry in Thailand und repräsentiert die thailändische Musikindustrie. Die Organisation kontrolliert Verkaufszahlen der im Land verkauften Alben und Singles, vergibt Musikauszeichnungen und überprüft Musiklizenzen.

## Verleihungsgrenzen der Tonträgerauszeichnungen
| Auszeichnung | 1993 bis 2000 | 2001 bis 2006 | 2007 bis 2008 | 2009   | seit 2010 |
| ------------ | ------------- | ------------- | ------------- | ------ | --------- |
| Gold         | 25.000        | 20.000        | 8.000         | 6.000  | 5.000     |
| Platin       | 50.000        | 40.000        | 15.000        | 12.000 | 10.000    |
| 2× Platin    | 100.000       | 80.000        | 30.000        | 24.000 | 20.000    |
| …            |               |               |               |        |           |

| Auszeichnung | bis 2008                                  | 2009                                      | 2010 bis 2011                             | seit 2012                                 |
| ------------ | ----------------------------------------- | ----------------------------------------- | ----------------------------------------- | ----------------------------------------- |
| Gold         | 50.000 (national) 8.000 (international)   | 50.000 (national) 6.000 (international)   | 50.000 (national) 20.000 (international)  | 50.000 (national) 5.000 (international)   |
| Platin       | 100.000 (national) 15.000 (international) | 100.000 (national) 12.000 (international) | 100.000 (national) 40.000 (international) | 100.000 (national) 10.000 (international) |
| 2× Platin    | 200.000 (national) 30.000 (international) | 200.000 (national) 24.000 (international) | 200.000 (national) 80.000 (international) | 100.000 (national) 20.000 (international) |
| …            |                                           |                                           |                                           |                                           |